# Synagoga w Bełżycach
Synagoga w Bełżycach – synagoga została zbudowana w 2 poł. XVI w. w Bełżycach, na placu znajdującym się na południe od rynku.

## Opis
Synagoga była okazałym budynkiem, przewyższającym inne obiekty. Miejscowi Żydzi zostali zaskarżeni przez chrześcijan (protestantów) do króla i z rozkazu Zygmunta III Wazy zostali zmuszeni do obniżenia dachu synagogi, tak aby nie była wyższa od krzyża na kościele (zborze).
Przy synagodze znajdował się bet midrasz (bejt ha-midrasz) oraz mykwa.
Budynek synagogi był niszczony podczas najazdu Chmielnickiego w 1648 roku oraz w pożarze miasta w 1822 roku. W 1913 roku kolejny pożar miasta doprowadził do ruiny synagogi, a z braku funduszy Żydzi odbudowali świątynię dopiero w 1930 roku. W 1940 roku budynek zniszczyli Niemcy.
8 maja 1943 r. oddział ukraińskich „absolwentów szkoły śmierci” SS w Trawnikach najpierw zmusił Żydów do wykopania za bożnicą przy ul. Południowej długiego i szerokiego rowu, a następnie pod nadzorem Niemców rozpoczął masakrę kobiet, dzieci, mężczyzn. Żydzi musieli kolejno podchodzić do tego rowu, nad którym Ukraińcy zabijali ich strzałami z pistoletów lub ciosami siekier. W ten sposób zgładzono 750 kobiet, 150 dzieci i ok. 100 mężczyzn. Dół ze zwłokami został zasypany, teren wyrównano.
Jedyną oznaką, gdzie stała synagoga, jest pamiątkowy kamień postawiony przed Miejskim Domem Kultury.
Oprócz synagogi w 1918 roku funkcjonowało 6 prywatnych domów modlitwy i 8 chederów, w tym szkoła mieszcząca się w budynku wzniesionym dla niej w XVII wieku.
- dom modlitwy na działce obok synagogi i mykwy (obecnie pomiędzy ul. Nachmana i Tysiąclecia)[3]
- dom modlitwy Noftula Guta położony przy rynku. Czynny był tylko w szabasy i święta. Założony w 1913 roku[4].
- dom modlitwy Golaba Jakobsona położony przy rynku. Czynny był tylko w szabasy i święta. Założony w 1913 roku[5]
- dom modlitwy Abrama Grosmana położony przy ul Szkolnej. Czynny był tylko w szabasy i święta. Założony w 1912 roku[6]